# Sphenisch getal
Een sphenisch getal (Grieks: σφήν, sphén, wig) is een positief geheel getal dat het product is van drie verschillende priemgetallen. De Möbiusfunctie heeft de waarde –1 voor ieder sphenisch getal.
Merk op dat deze definitie strikter is dan simpelweg de eis dat het getal precies drie priemfactoren heeft; zo heeft 60 = 22 × 3 × 5 precies 3 verschillende priemfactoren, maar is niet daarvan het product en dus niet sphenisch.
Alle sphenische getallen hebben exact acht delers. Als de ontbinding in priemfactoren van een sphenisch getal uitdrukken als {\displaystyle n=x\cdot y\cdot z}, dan zijn de delers (waarschijnlijk ongesorteerd):
{\displaystyle 1,\ x,\ y,\ z,\ xy,\ xz,\ yz,\ n}
De eerste sphenische getallen zijn: 30, 42, 66, 70, 78, 102, 105, 110, 114, 130, ...